# Deryl Dodd

Deryl Dodd, 2017

Deryl Dodd (* 12. April 1964 in Texas) ist ein US-amerikanischer Sänger der Texas-Country-Szene.

## Leben und Karriere
Deryl Dodd kam im April 1964 auf die Welt und wuchs in Dallas in Texas auf. Zunächst galt seine große Leidenschaft dem Football, doch als ihn eine Verletzung stoppte, beschloss er, seinen musikalischen Talenten nachzugehen. Seinen Abschluss machte Dodd im Jahr 1987, bevor er vier Jahre später nach Nashville, Tennessee zog, um in einer Band mit Brett Beavers zu spielen, außerdem trat er während der frühen 90er-Jahre als Vorprogramm für Martina McBride auf und unterstützte sie auf einer LP als Hintergrundsänger. Des Weiteren unterstützte er Country-Größen wie Tracy Lawrence oder Radney Foster. Im Jahr 1996 kam er zudem zu seinem ersten eigenen Studioalbum, das er im Oktober des Jahres unter dem Titel One Ride in Vegas veröffentlichte. Auf Anhieb konnte Dodd damit die Country-Charts erreichen, und auch die drei Singles des Albums konnten sich in den Charts platzieren. Zwei Jahre später brachte der Musiker ein zweites, nach ihm selbst benanntes, Album heraus, das den Erfolg seines Erstwerks bestätigen konnte und mit dem Song A Bitter End seinen größten Hit hatte, der sich als sein bislang einziger in den Billboard Hot 100 platzieren konnte.
Seine Pläne für eine Tourne musste Dodd aufgrund einer schweren Erkrankung jedoch absagen. Ein halbes Jahr Bettruhe wurde ihm von seinem Arzt empfohlen, nach dieser Zeit benötigte er noch eineinhalb Jahre zur Rehabilitation, während der er selbst das Gitarrespielen neu erlernen musste. Im Jahr 2002 wagte er schließlich einen Neuanfang bei einem neuen Label und veröffentlichte das Album Pearl Snaps, das weniger erfolgreich wurde als seine Vorgänger und die Genrecharts verfehlte. Er zog dann zurück nach Texas, wo er 2003 Livealbum im Billy Bob’s Texas aufnahm, was vor ihm auch schon Country-Interpreten wie Willie Nelson, Pat Green oder Jason Boland & the Stragglers getan hatten. Das Album erreichte Platz 61 der Country-Charts. Seine Studiokarriere setzte er ein Jahr später mit dem Album Stronger Proof fort, auf das bis 2011 noch drei weitere CDs folgten.
Sein bislang letztes Studioalbum Long Hard Ride erschien 2017.

## Diskografie

### Studioalben
| Jahr | Titel             | Chartplatzierungen | Chartplatzierungen | Veröffentlichungsdatum |
| Jahr | Titel             | Country Albums     | Billboard 200      | Veröffentlichungsdatum |
| ---- | ----------------- | ------------------ | ------------------ | ---------------------- |
| 1996 | One Ride in Vegas | 61                 | -                  | 8. Oktober 1996        |
| 1998 | Deryl Dodd        | 63                 | -                  | 24. November 1998      |
| 2002 | Pearl Snaps       | -                  | -                  | 29. Januar 2002        |
| 2004 | Stronger Proof    | -                  | -                  | 5. Oktober 2004        |
| 2006 | Full Circle       | -                  | -                  | 8. August 2006         |
| 2009 | Together Again    | -                  | -                  | 25. August 2009        |
| 2011 | Random as I Am    | -                  | -                  | 5. Juli 2011           |
| 2017 | Long Hard Ride    | -                  | -                  | 21. April 2017         |

### Livealben
| Jahr | Titel                     | Chartplatzierungen | Chartplatzierungen | Veröffentlichungsdatum |
| Jahr | Titel                     | Country Albums     | Billboard 200      | Veröffentlichungsdatum |
| ---- | ------------------------- | ------------------ | ------------------ | ---------------------- |
| 2003 | Live at Billy Bob's Texas | 61                 | -                  | 5. August 2003         |

### Singles
| Jahr | Titel                                      | Chartplatzierungen | Chartplatzierungen | Album                     |
| Jahr | Titel                                      | Country Songs      | Billboard Hot 100  | Album                     |
| ---- | ------------------------------------------ | ------------------ | ------------------ | ------------------------- |
| 1996 | Friends Don't Drive Friends…               | 68                 | -                  | One Ride in Vegas         |
| 1996 | That’s How I Got to Memphis                | 36                 | -                  | One Ride in Vegas         |
| 1997 | Movin' Out to the Country                  | 61                 | -                  | One Ride in Vegas         |
| 1998 | Time on My Hands                           | 62                 | -                  | (nur Single)              |
| 1998 | A Bitter End                               | 26                 | 88                 | Deryl Dodd                |
| 1999 | Good Idea Tomorrow                         | 65                 | -                  | Deryl Dodd                |
| 1999 | John Roland Wood                           | 64                 | -                  | Deryl Dodd                |
| 1999 | Sundown                                    | 59                 | -                  | Pearl Snaps               |
| 1999 | On Earth as It Is in Texas                 | 71                 | -                  | Pearl Snaps               |
| 2002 | Honky Tonk Champagne                       | -                  | -                  | Pearl Snaps               |
| 2003 | Things Are Fixin' to Get Real Good         | -                  | -                  | Live at Billy Bob's Texas |
| 2004 | New Tony Lamas                             | -                  | -                  | Live at Billy Bob's Texas |
| 2004 | Let Me Be                                  | 59                 | -                  | Stronger Proof            |
| 2005 | Love or Something Like It                  | -                  | -                  | Stronger Proof            |
| 2006 | I'm Not Home Right Now                     | -                  | -                  | Full Circle               |
| 2007 | Wearin' a Hole                             | -                  | -                  | Full Circle               |
| 2009 | Together Again                             | -                  | -                  | Together Again            |
| 2010 | Back to the Honky Tonks                    | -                  | -                  | Together Again            |
| 2010 | Death, Taxes and Texas                     | -                  | -                  | Together Again            |
| 2011 | You're Not Looking For                     | -                  | -                  | Together Again            |
| 2011 | Baby Where's My Bottle                     | -                  | -                  | Random as I Am            |
| 2012 | Anybody Out There                          | -                  | -                  | Random as I Am            |
| 2012 | Love Around Here                           | -                  | -                  | Random as I Am            |
| 2013 | Somethin' Ain't Always Better Than Nothin' | -                  | -                  | Random as I Am            |
| 2013 | Loveletters                                | -                  | -                  | Random as I Am            |